# لبادة (عبس)

تعديل مصدري - تعديل

لبادة هي إحدى قرى عزلة الوسط بمديرية عبس التابعة لمحافظة حجة، بلغ تعداد سكانها 104 نسمة حسب تعداد اليمن لعام 2004.